# Hattinger und die kalte Hand
Hattinger und die kalte Hand (alternativ Hattinger und die kalte Hand. Ein Chiemseekrimi) ist ein deutscher Fernsehfilm aus dem Jahr 2013 von Hans Steinbichler. Der für das ZDF produzierte Kriminalfilm basiert auf dem Roman „Chiemsee Blues“ von Thomas Bogenberger. Das Drehbuch schrieb die Ehefrau des Krimiautors Ariela Bogenberger in einer Bearbeitung des Regisseurs. Die Titelrolle des Kommissars wird von Michael Fitz gespielt. Tragende Rollen sind mit Edgar Selge, Bettina Mittendorfer, Golo Euler, Gerhard Wittmann, Hanna Plaß, Michael Fuith und Maximilian Schmidt besetzt. Ursula Karven, Daniel Friedrich und Gundi Ellert sind in Gastrollen zu sehen. 

## Handlung
Spielende Kinder finden auf einem Segelboot eine männliche Leiche. Kriminalkommissar Hattinger wird verständigt und beginnt mit den Ermittlungen. Bei dem Toten handelt es sich um Dr. Martin Gruber, einen Anästhesisten aus dem örtlichen Krankenhaus. Ironischerweise war er an einen Beatmungsschlauch sowie an ein Narkosegerät angeschlossen. Dieses war mit Kohlenmonoxid gefüllt, sodass ein Suizid zunächst nicht ausgeschlossen werden kann.
Als Hattinger abends nach Hause kommt, findet er vor seiner Eingangstür ein Päckchen. Nachdem er es vorsichtig geöffnet hat, offenbart sich der Inhalt als abgetrennte Hand. Am nächsten Tag wird eine zweite Hand in einer Kirche gefunden, in der in Kürze eine Lesung der Autorin Annette Kaufmann ansteht. Hattinger begibt sich zur Wohnung der Frau und findet sie tot und ohne Hände in ihrem Schlafzimmer. Sein Kollege Karl Wildmann, der sich auf dem angrenzenden Grundstück umsieht, findet dort ein „Überwachungsstudio“. Der Nachbar Wolfgang Pichler hatte in Kaufmanns Haus heimlich Kameras eingebaut und sie über drei Monitore in ihrer Intimsphäre beobachtet. Pichler wird daraufhin zur Fahndung ausgeschrieben. Hattinger ahnt jedoch nicht, dass der Mörder in seiner unmittelbaren Nachbarschaft wohnt und ihn mit seinen Taten provozieren will. Pichler wird nämlich von Hattingers Nachbarn Albrecht Ostermeier in einem Keller gefangen gehalten. Nach dem Mord an Kaufmann hatte Ostermeier die Kamera ebenfalls entdeckt und war den Kabeln gefolgt, die in das Nachbarhaus führten. Dort hat er mit Entsetzen festgestellt, dass es Aufnahmen von ihm und seiner Tat gab. Kurzerhand hatte er Pichler und die Aufnahmen mitgenommen.
Die Recherchen ergeben, dass Annette Kaufmann vor ihrer Zeit als „erfolgreiche“ Autorin genau in dem Krankenhaus gearbeitet hatte wie das erste Opfer. Hier war sie vor 20 Jahren wenige Monate als Assistenzärztin tätig. In dieser Zeit gab es eine Operation mit tödlichem Ausgang. Da es nach so langer Zeit keine Patientenunterlagen mehr gibt, stellen Hattinger und sein Team bei Gericht Nachforschungen an, weil die Eltern des verstorbenen Mädchens die verantwortlichen Ärzte verklagt hatten. Nach Auswertung dieser Unterlagen und nochmaliger Rücksprache mit dem Klinikleiter steht fest, dass Annette Kaufmann seinerzeit nicht nur die OP, bei der es sich um eine Abtreibung gehandelt hatte, sondern auch die Narkose übernommen hatte, weil ihr Kollege Gruber betrunken und nicht arbeitsfähig gewesen war. Aufgrund gefälschter OP-Berichte wurde aber niemand gerichtlich belangt. Hattinger spricht daraufhin mit seinem Nachbarn Ostermeier, der sich als der Vater des damals verstorbenen Mädchens herausstellt, und nimmt eine DNA-Probe von ihm.
Am nächsten Tag wird der Klinikleiter tot auf einer Bank sitzend aufgefunden. Der Mörder hat einen Eimer mit toten Fischen über seinen Kopf gestülpt, um damit anzudeuten, dass der „Fisch vom Kopf her stinkt“, ähnlich wie er schon zuvor mit den beiden abgetrennten Händen klarmachen wollte, „eine Hand wäscht die andere“.  Nachdem Ostermeier Hattingers Anordnung, im Präsidium zu erschienen, ignoriert hat, ist der Kommissar davon überzeugt, dass nur Ostermeier der Täter sein kann. Allerdings ist sein Nachbar inzwischen untergetaucht. Auf der Suche nach ihm wird Pichler angekettet in Ostermeiers Keller gefunden. Aufgrund eines Telefonates, das Ostermeier zuletzt geführt hatte, geht Hattinger davon aus, dass Ostermeier sich den Mann, der seine Tochter einst geschwängert hatte, als letztes Opfer seiner Mordtaten aufgehoben hat. Darin liegt der Grund, dass er zur Karreninsel unterwegs ist. Als Hattinger erfährt, dass seine Tochter Lena dort einen Auftritt mit ihrer Musikgruppe hat, ist er aufs höchste besorgt, dass auch sie in Gefahr sein könnte, denn schließlich ist sie all die Jahre vor Ostermeiers Augen herangewachsen, während dessen Tochter so früh sterben musste. Der Kommissar eilt zu der Insel und verwickelt seinen Nachbarn in ein Gespräch. Obwohl er Ostermeier eigentlich bereits überzeugt hatte aufzugeben, schießt sein diensteifriger Kollege Wildmann ihn nieder – trifft ihn aber nur am Arm.
Ostermeier hatte jahrelang an seinem grausamen Plan getüftelt. Umgesetzt hat er ihn jedoch erst, nachdem seine Frau verstorben war. Sicher, nun nichts mehr zu verlieren zu haben, wollte er der Welt zeigen, welches Unrecht ihm widerfahren sei und die Verantwortlichen zur Rechenschaft ziehen.

## Produktion, Veröffentlichung
Das Drehbuch schrieb die mit dem Grimme-Preis-prämierte Drehbuchautorin Ariela Bogenberger aufgrund der Vorlage eines Kriminalromans ihres Mannes Thomas. Bogenberger ist zudem eine Cousine des den Titelhelden verkörpernden Schauspielers Michael Fitz.
Produziert wurde der Film von der Network Movie Film- und Fernsehproduktion GmbH. Gedreht wurde Hattinger und die kalte Hand unter dem Arbeitstitel Hattinger – Der Chiemseekrimi vom 6. August bis zum 7. September 2012 am Chiemsee und in München. Die Fernsehpremiere erfolgte am 25. November 2013 im ZDF. Zuvor lief der Film am 2. Juli 2013 auf dem Filmfestival Filmfest München.

## Rezeption

### Einschaltquote
Die Erstausstrahlung von Hattinger und die kalte Hand am 25. November 2013 im ZDF erreichte 6 Millionen Zuschauer und einen Marktanteil von 17,9 Prozent.

### Kritiken
Bei der Frankfurter Allgemeinen Zeitung wertete Jochen Hieber: „Dass just der langjährige Nachbar Ostermeier jener Täter ist, den Hattinger sucht, steht für die Zuschauer nach nicht einmal einer Viertelstunde fest. Um die Morde – bis dahin sind es zwei – in Szene zu setzen, geht der Montagskrimi des ZDF zur besten Sende-, aber eben auch noch frühen Abendzeit bis hart an die Gruselgrenze. Allerlei medizinische Accessoires – Sauerstoffschlauch, Spritze, Skalpell – dienen dabei als Werkzeuge.“ […] „Der nun fünfundsechzig Jahre alte Edgar Selge gibt den Rentner Albrecht Ostermeier von der ersten Minute an als Berserker des Bösen. Viel Schweiß wird er in diesem Film vergießen, Schweiß der Angst, Schweiß des Zorns, Schweiß der Rache und der körperlichen Verausgabung.“
Rainer Tittelbach von Tittelbach.tv gab 4,5 von 6 möglichen Sternen und schrieb: Hattinger und die kalte Hand ist „ein dicht erzählter, vielschichtiger Film, der das Genre nutzt, um eine universelle Geschichte über Einsamkeit und Heimatverbundenheit, über Verlust und Verzweiflung zu erzählen.“
Die Kritiker der Fernsehzeitschrift TV Spielfilm vergaben die beste Wertung (Daumen nach oben), für Anspruch und Spannung jeweils zwei von drei möglichen Punkten und für Humor einen Punkt. Ihr Fazit lautete: „Psychokrimi, der ans Eingemachte geht.“
Alex Rühle von der Süddeutschen Zeitung stellte fest: „Zum wirklich großen Fernsehkrimi wird Hans Steinbichlers Adaption des Romans Chiemseeblues von Thomas Bogenberger […], weil man diesen Mörder durchaus versteht, was gibt es schließlich Schlimmeres als den Verlust des eigenen Kindes, und damit wären wir bei demjenigen, der den so fürchterlichen wie bedauernswerten Ostermeier verkörpert: Edgar Selge. Der sieht hier aus, als sei er über die Jahre abgemagert bis auf eine Art körperlichen Schmerzkern, eine verknorpelte Seele und den absoluten Willen, zu töten. Selges Mörder bewegt sich wie ein Pfeil durch diesen Film, den sehnigen Hals vorgereckt, das Gesicht witternd wie ein Fuchs, in hastendem Hass auf seiner Mission.“